# Pierre François Dejean
Pierre François Marie Auguste 2° conte Dejean (Amiens, 10 agosto 1780 – Parigi, 17 marzo 1845) è stato un entomologo e militare francese.

## Biografia e opere
Soldato di fortuna durante le guerre napoleoniche, salì rapidamente di grado giungendo ad essere nominato tenente generale sul campo della battaglia di Wagram e successivamente fu aiutante di campo del generale André Massena.
Dopo Waterloo lasciò l'esercito e si dedicò alla professione di entomologo coleotterista che tanto lo affascinava. Nel 1812 pubblicò a Parigi e a Strasburgo un catalogo che conteneva i nomi di più di 24.000 di specie di coleotteri, quindi, nel 1837, pubblicò un testo aggiuntivo con la descrizione di altre 22.000 specie di coleotteri.
Nel 1840 fu presidente della Società Entomologica di Francia e nel 1843 divenne membro dell'Accademia Reale Svedese delle Scienze.
| Dejean è l'abbreviazione standard utilizzata per le specie animali descritte da Pierre François Dejean. Categoria:Taxa classificati da Pierre François Dejean |